# Bahnhof Camburg (Saale)
Der Bahnhof Camburg (Saale) ist eine Betriebsstelle der Bahnstrecke Großheringen–Saalfeld in der früher eigenständigen Stadt Camburg, die heute zu Dornburg-Camburg im Saale-Holzland-Kreis in Thüringen gehört. Im Jahre 1874 ging der Bahnhof in Betrieb. Im Zeitraum von 1897 bis 1945 war Camburg Anschlussbahnhof.

## Lage
Der Bahnhof Camburg (Saale) befindet sich am Streckenkilometer 8,14 der Bahnstrecke Großheringen–Saalfeld (Saalbahn). Zudem war er im Zeitraum von 1897 bis 1945 Endpunkt der Strecke Zeitz–Camburg.
Er liegt etwa 500 Meter südlich des Ortskerns. Die anliegenden Straßen sind die Bahnhofstraße und die Georgstraße.
Aus Richtung Norden ist Camburg der erste Bahnhof der Strecke. Die Abzw Großheringen Ghs ist etwa sieben Kilometer entfernt. Der benachbarte Bahnhof in Richtung Süden ist Dornburg. Er ist ebenso ungefähr sieben Kilometer entfernt gelegen. Auf der früheren Strecke nach Zeitz war Crauschwitz ist in etwa sechs Kilometern Entfernung der nächste Halt.

## Geschichte
Mit der Inbetriebnahme der Saalbahn am 1. Mai 1874 ging der Camburger Bahnhof mit zwei Gleisen für den Personen- und Güterverkehr in Betrieb. Das Empfangsgebäude ist ein Grundtyp von Bahnhöfen an der Saalbahn. In den kommenden Jahren wurden die Anlagen den Anforderungen nicht mehr gerecht und mussten dementsprechend erweitert werden. Die Camburger Zuckerfabrik erhielt im September 1883 ihr eigenes Anschlussgleis, das sie selbst finanzierte. Später nutzte dies noch eine Möbelfabrik und eine Getreidehandelsfirma. Im gleichen Jahr kam es noch zur Verlegung eines dritten Gleises im Bahnhof.
Mit dem Bau der Strecke aus Zeitz in den Jahren 1896/97 gingen weitere Veränderungen einher. Um die Züge nach Zeitz abfertigen zu können, entstand Gleis 1. Die Lokomotiven mussten in Camburg wenden. Dazu wurden Drehscheibe, Lokschuppen und Wasserturm errichtet. Des Weiteren bestand dort eine Maschinenstation, die aber um 1924 aufgelöst wurde. Die Zeitzer Strecke ging schließlich am 1. April 1897 in Betrieb. Somit war Camburg Anschlussbahnhof.

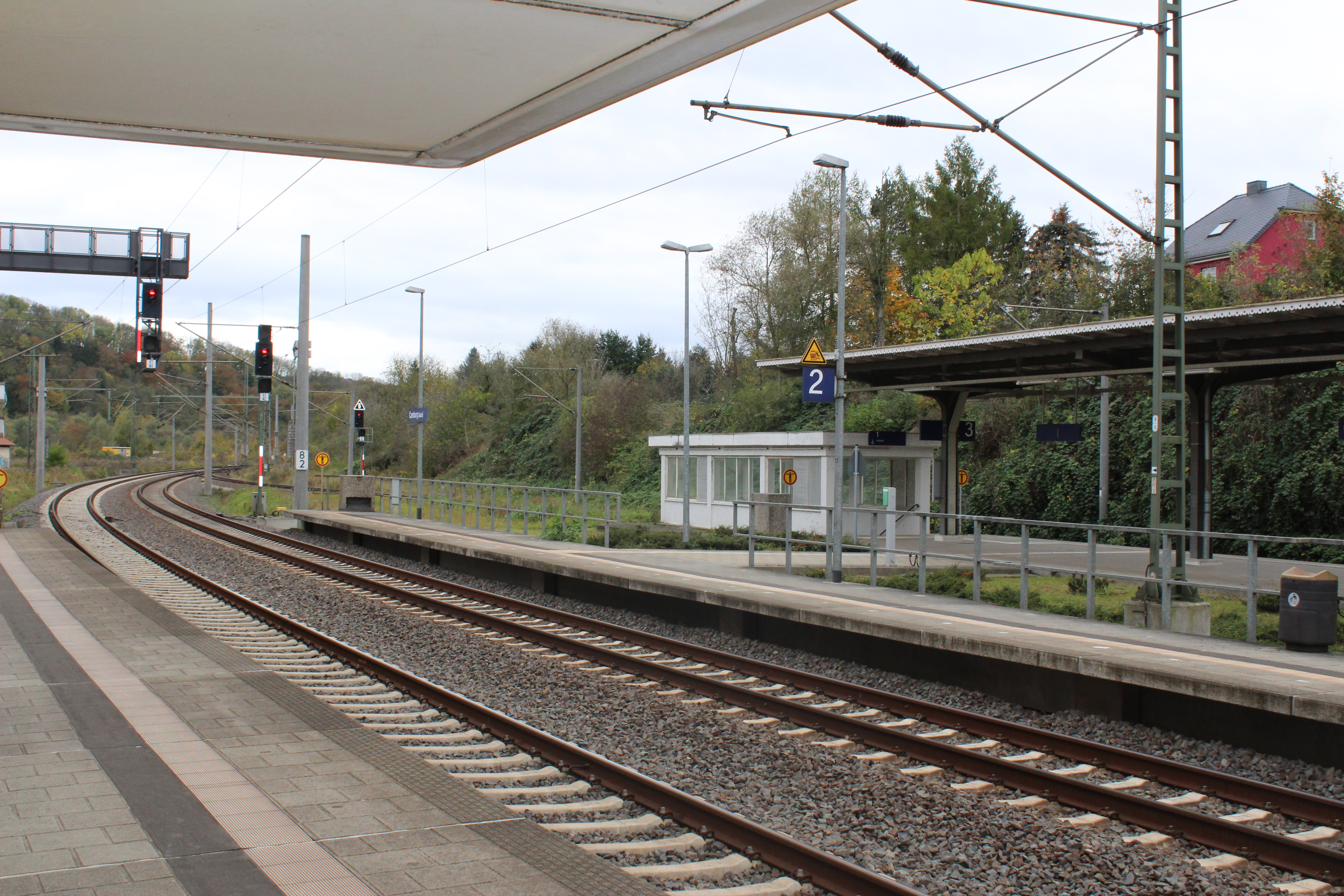
Bahnsteige (2017)

Im Zuge weiterer Erweiterungen nach 1900 entstanden auch die Stellwerke. Ein Anschlussgleis zur Camburger Mühle kam hinzu.
Ab dem 5. Mai 1940 war die Strecke zwischen Göschwitz und Camburg elektrisch befahrbar. Im Mai 1941 wurde der Streckenabschnitt von Camburg nach Großkorbetha zugeschaltet.
1945 wurde die Saalebrücke bei Camburg kurz vor dem Einzug der US-amerikanischen Truppen gesprengt. Die Reichsbahn baute sie zwar wieder auf, doch sie musste bald aufgrund von Reparationsleistungen an die Sowjetunion wieder abgebaut werden. Somit fuhr auf die Zeitzer Strecke seit 1945 kein Zug mehr bis Camburg. 1946 wurde die Oberleitung abgeschaltet und im Rahmen der Reparationsleistungen an die Sowjetunion demontiert.

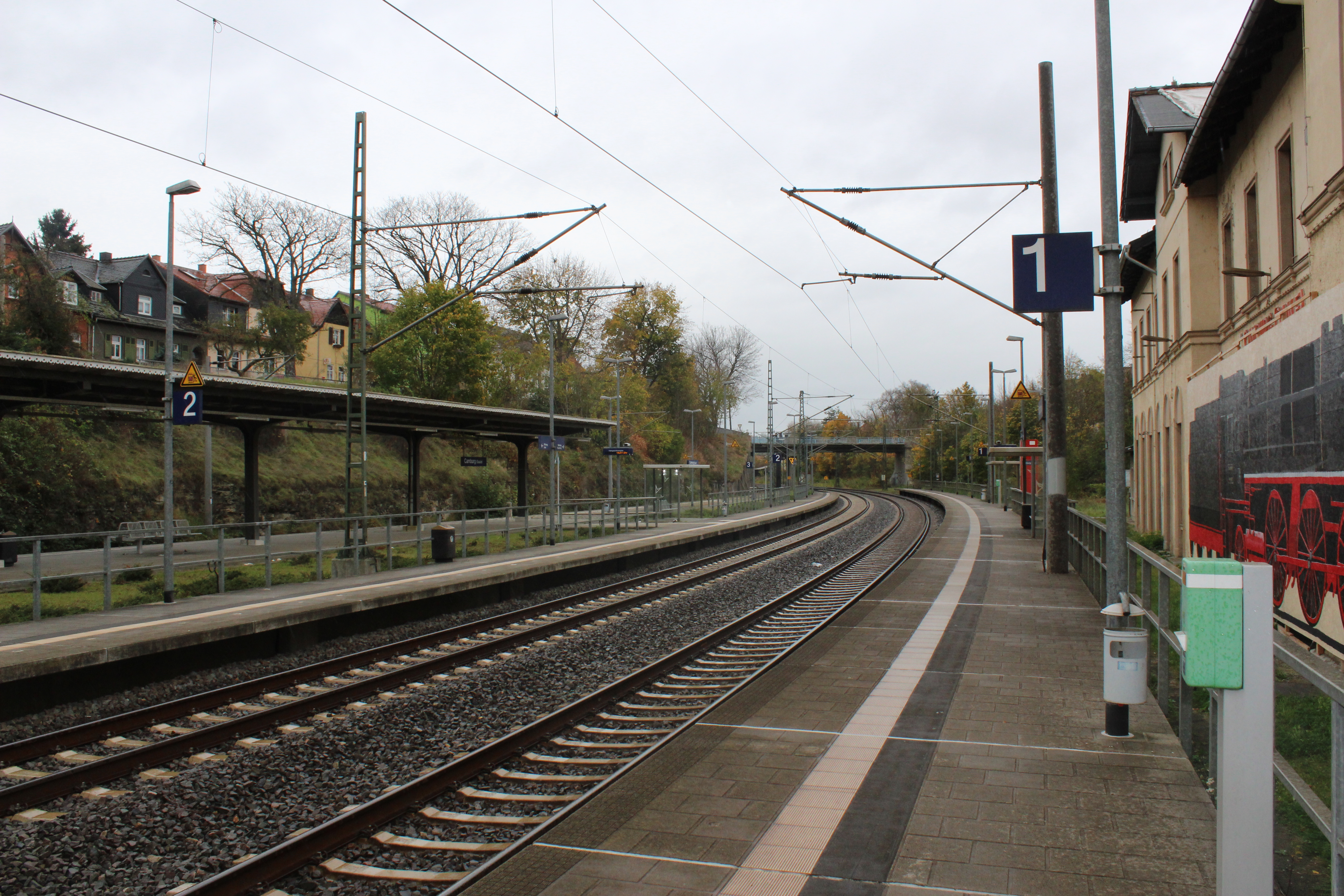
Bahnsteige (2017)

Ab 1967 wurde der Bahnhof Camburg für den Verkehr immer bedeutsamer, denn die aus Richtung Norden kommende neu aufgebaute Oberleitung endete hier. So wurden bis zur erneuten Elektrifizierung im Mai 1995 fast alle Züge, die nach Süden unterwegs waren, in Camburg umgespannt. Im Sommerfahrplan 1976 waren dies sogar 54 Züge pro Tag. Dies erforderte mehrere hunderte Rangierbewegungen. Güterzüge wurden in die Frachtgruppen nach Naumburg (Saale) und Weißenfels getrennt. Für jede Schicht waren etwa 25 Arbeitskräfte erforderlich, um Wagenladungen für die Anschließer bereitzustellen und Güterwagen für den Versand zu rangieren.
Einige Auswirkungen der Umstrukturierungen seit der deutschen Wiedervereinigung und der Wirtschaftskrise in den Jahren 1991/92 markieren auch einen Einschnitt in der Geschichte des Bahnhofs Camburg, insbesondere durch den Rückgang des Güterverkehrs. Der Getreidehandel, die Möbel- und die Lederfabrik schlossen in dieser Zeit. Auch die Verladung von Rüben wurde eingestellt. Somit gibt es seit 1991 in Camburg keinen örtlichen Güterverkehr mehr, der über die Schiene abgewickelt würde. Die Anschlussbahnen legte man still und demontierte sie später. Durch die Wiederelektrifizierung der Saalbahn wurde das Umspannen in Camburg überflüssig. Schon ab 1991 beschränkte sich das nur noch auf Güterzüge. 1992 kam es zum Abriss des Lokschuppens. Der Ausbau der Drehscheibe erfolgte 1998.

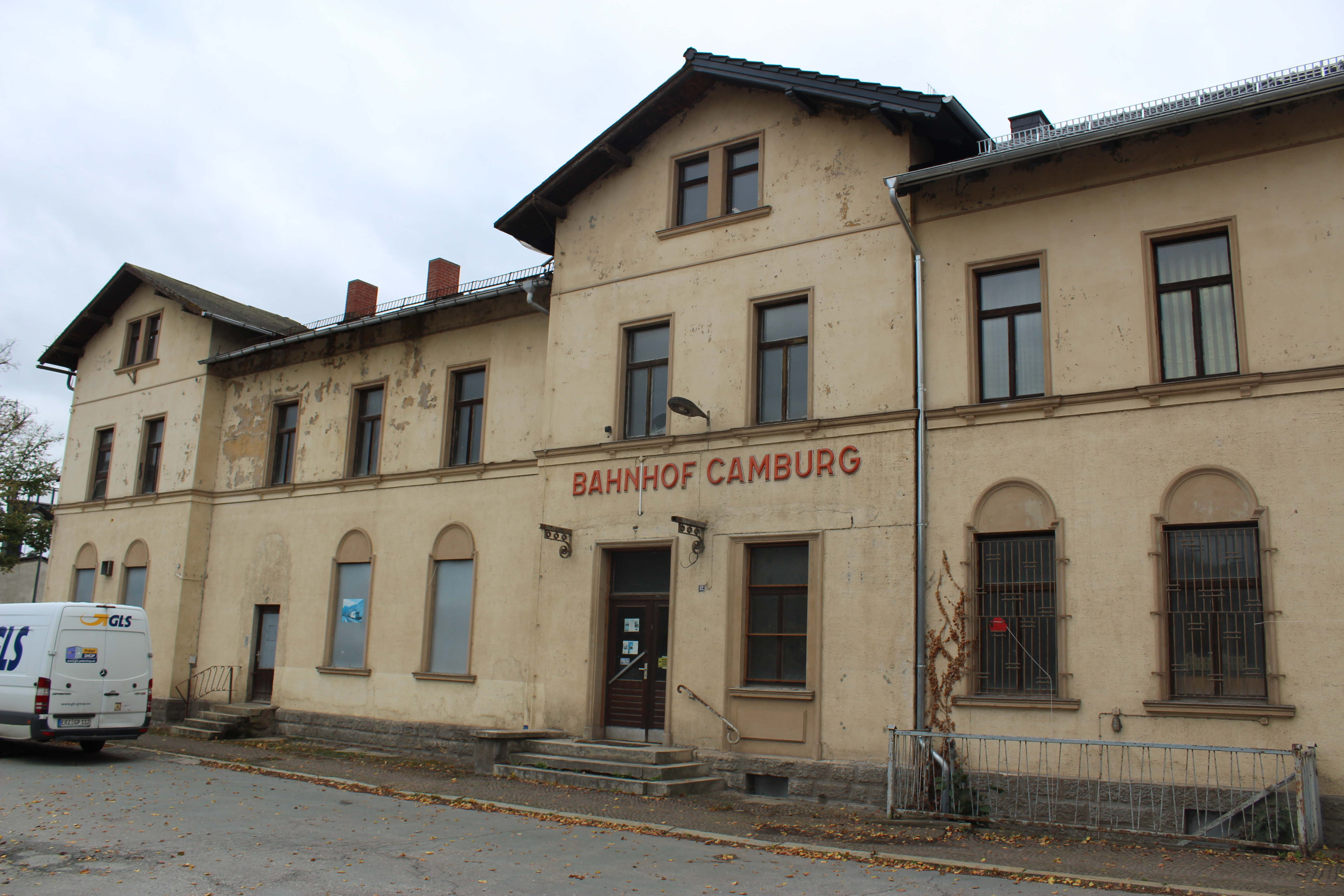
Empfangsgebäude, Straßenseite (2017)

Zwischen 1999 und 2000 kam es nochmals zu besonders tiefgreifenden Veränderungen. Die Anzahl der Gleise und Weichen wurde drastisch reduziert. Neben den beiden durchgehenden Hauptgleisen blieb nur ein Überholgleis erhalten. Anstelle der einstigen 60 Weichen für die Funktion der früheren Bahnhofsanlage werden seit den Umbauten und der Bahnanlagenmodernisierung nur noch sechs Weichen benötigt, deren Betrieb vom Jenaer Stellwerk gesteuert wird.

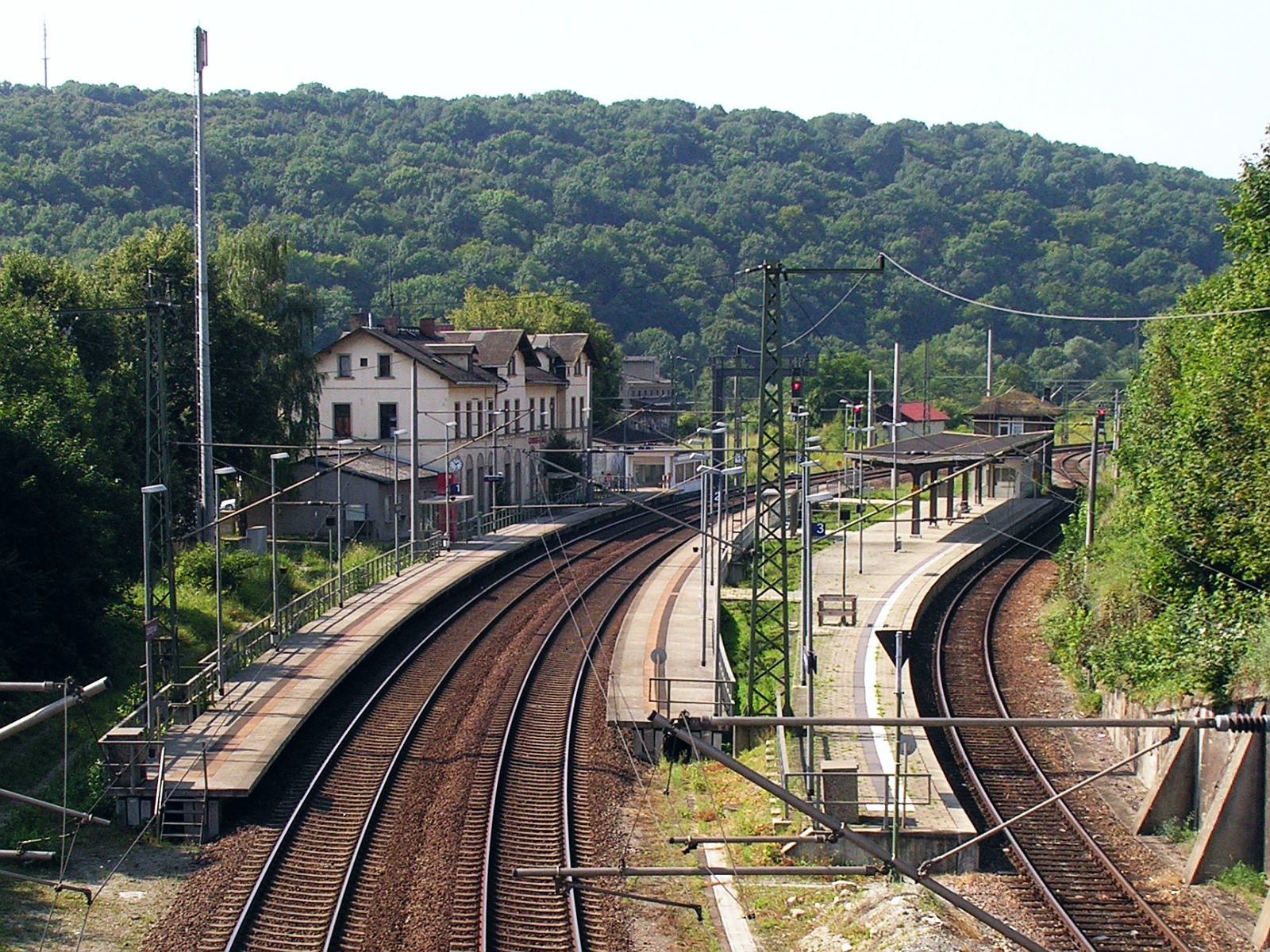
Bahnhof mit Bahnsteigen und denkmalgeschützter Überdachung sowie mit ehemaligem Stellwerk und komplettem Gleiskörper

Im Frühjahr 2002 kam es zum Neubau der Bahnsteige 1 und 2. Sie wurden als Außenbahnsteige mit einer Länge von 140 Metern angelegt. Im September 1995 endete der örtliche Fahrkartenverkauf im Empfangsgebäude. Für die Öffentlichkeit ist es seitdem nicht mehr zugänglich. Im Jahre 2004 gehörte es der Deutschen Bahn und wurde als Wohnhaus für Eisenbahner genutzt. 1988 hatte das Gebäude noch einen Anbau für die Verwaltung und eine Kantine erhalten. Die Überdachung an Bahnsteig 3 blieb aus Denkmalschutzgründen erhalten und wurde saniert. Das Einfahrsignal aus Richtung Dornburg, das sich einst an Kilometer 9,52 befand, wurde nach Kilometer 8,72 versetzt. Somit kam es zu einer Verkürzung des Bahnhofs um 800 Meter.
Im Jahr 2016 wurde das Empfangsgebäude von Privatpersonen ersteigert und mit einer Grundsicherung und Sanierung des maroden Gebäudes begonnen. Aus dieser Zeit stammt auch die gleisseitige großflächige Dampflokomotive an der Fassade des Gebäudes, die mithilfe der Lokalbevölkerung umgesetzt wurde. Das Gebäude soll langfristig zu einer Pension mit Café und Biergarten umgestaltet werden. Seit 17. Juni 2019 liegt für die Umbauarbeiten beim Bauherrn eine Baugenehmigung vor. Die Abbruch- und Umbauarbeiten sollen bis zum 1. Mai 2024[veraltet] abgeschlossen sein, da zu diesem Zeitpunkt die Saalbahn 150 Jahre bestünde.

### Stellwerke
Im Laufe der Zeit entstanden folgende Stellwerke. Seit dem 27. November 2011 wird Camburg durch ein elektronisches Stellwerk in Jena-Göschwitz ferngesteuert.
| Bezeichnung | Funktion | Typ                                                                        | Außerbetriebnahme | Anmerkungen                         | Foto                |
| ----------- | -------- | -------------------------------------------------------------------------- | ----------------- | ----------------------------------- | ------------------- |
| Cb / Cm     | Fdl      | mechanisches Stellwerk                                                     | 26.11.2011        | im Oktober 2017 nicht mehr existent | Stellwerk Cb (2015) |
| Cn          | Ww       | mechanisches Stellwerk, Bauart Jüdel, mit elektrisch angetriebenen Weichen | 26.11.2011        |                                     |                     |
| Cs          | Ww       |                                                                            | 1999/2000         |                                     | Stellwerk Cs (2017) |

## Verkehrsanbindung
Im Fahrplanjahr 2024 wird der Bahnhof Camburg (Saale) von folgenden Linien bedient:
| Linie               | Linienverlauf                                                                                          | Takt (min)             | EVU             |
| ------------------- | --- | ---------------------- | --------------- |
| RE 14               | Camburg – Jena – Kahla – Saalfeld – Bamberg – Nürnberg                                                 | einzelner Zug Die.-Do. | DB Regio Bayern |
| RB 25               | Halle (Saale) – Merseburg – Weißenfels – Naumburg – Camburg – Jena Saalbf – Orlamünde – Saalfeld/Saale | 060                    | Abellio         |
| Stand: 9. Juni 2024 | |                        |                 |

Örtliche Buslinien verbinden den Bahnhof unter anderem mit dem Zentrum von Camburg sowie mit Eisenberg, Jena und Apolda.